# Eyrir

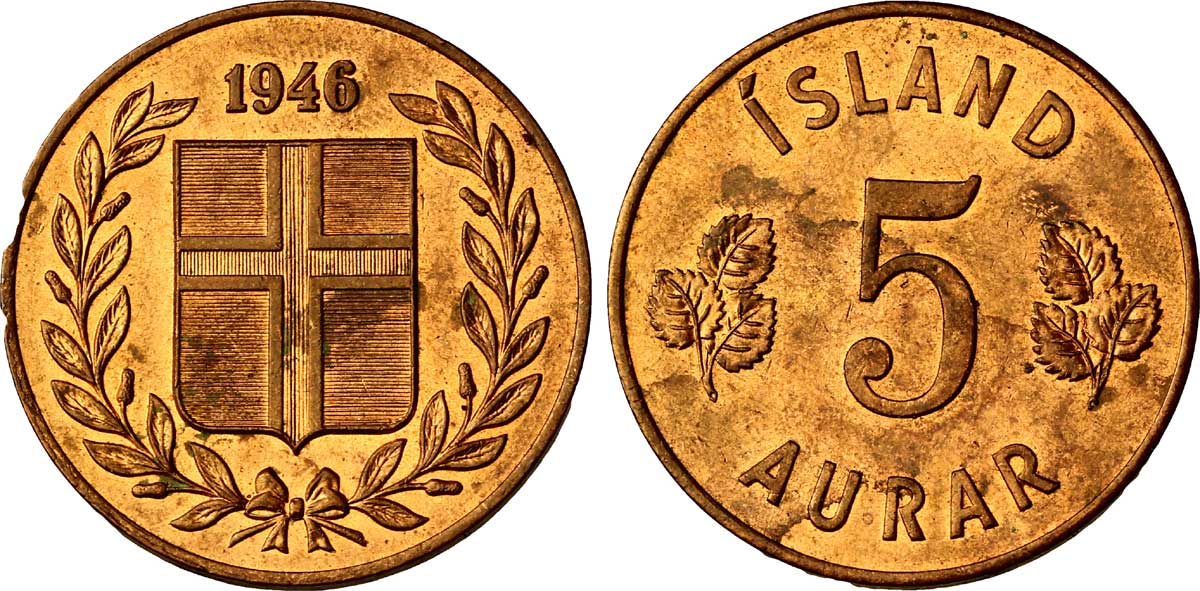
moneta o nominale 5 aurar

Eyrir (forma l.poj., w l.mn. aurar) – islandzka moneta zdawkowa. Występowała w nominałach 5, 10 i 50 aurar. 100 aurar to 1 korona islandzka (króna).
Od 1 października 2003 całkowicie wycofana z obiegu. Do tego czasu moneta 5 aurar była najdrobniejszą zdawkową monetą na świecie, wartą tylko około 0,0006 €, tzn. 0,06 eurocenta. 